# Olivier Irabaruta
Olivier Irabaruta (ur. 25 sierpnia 1990 w Muramvya) – burundyjski lekkoatleta specjalizujący się w biegach długodystansowych.
Trzynasty zawodnik w biegu na 5000 metrów podczas mistrzostw Afryki w Nairobi (2010). Rok później, na tym samym dystansie, zajął 9. miejsce na światowych wojskowych igrzyskach sportowych w brazylijskim Rio de Janeiro. W 2012 zajął 5. miejsce na 5000 i 6. na 10 000 metrów podczas mistrzostw Afryki. W tym samym roku odpadł w eliminacjach biegu na 5000 metrów podczas igrzysk olimpijskich w Londynie. Zdobył srebrny medal igrzysk frankofońskich w 2013.

## Osiągnięcia
| Rok  | Impreza                                   | Miejsce        | Konkurencja      | Lokata      | Wynik    |
| ---- | ----------------------------------------- | -------------- | ---------------- | ----------- | -------- |
| 2009 | Mistrzostwa świata w biegach przełajowych | Amman          | bieg juniorów    | 22. miejsce | 24:35    |
| 2010 | Mistrzostwa Afryki                        | Nairobi        | bieg na 5000 m   | 13. miejsce | 14:09,25 |
| 2011 | Światowe wojskowe igrzyska sportowe       | Rio de Janeiro | bieg na 5000 m   | 9. miejsce  | 13:43,03 |
| 2012 | Mistrzostwa Afryki                        | Porto-Novo     | bieg na 5000 m   | 5. miejsce  | 13:43,03 |
| 2012 | Mistrzostwa Afryki                        | Porto-Novo     | bieg na 10 000 m | 6. miejsce  | 28:17,77 |
| 2012 | Igrzyska olimpijskie                      | Londyn         | bieg na 5000 m   | eliminacje  | 13:46,25 |
| 2013 | Igrzyska frankofońskie                    | Nicea          | bieg na 10 000 m | 2. miejsce  | 28:53,34 |
| 2014 | Mistrzostwa Afryki                        | Marrakesz      | bieg na 5000 m   | 6. miejsce  | 13:46,21 |
| 2014 | Mistrzostwa Afryki                        | Marrakesz      | bieg na 10 000 m | 7. miejsce  | 28:39,26 |
| 2015 | Mistrzostwa świata w biegach przełajowych | Guiyang        | bieg seniorów    | 63. miejsce | 38:38    |
| 2015 | Igrzyska afrykańskie                      | Brazzaville    | bieg na 5000 m   | 10. miejsce | 29:17,18 |
| 2016 | Igrzyska olimpijskie                      | Rio de Janeiro | bieg na 5000 m   | eliminacje  | 13:44,08 |
| 2016 | Igrzyska olimpijskie                      | Rio de Janeiro | bieg na 10 000 m | 27. miejsce | 28:32,75 |
| 2017 | Mistrzostwa świata w biegach przełajowych | Kampala        | bieg seniorów    | 53. miejsce | 31:06    |
| 2018 | Mistrzostwa świata w półmaratonie         | Walencja       | półmaraton       | 54. miejsce | 1:03:23  |
| 2019 | Mistrzostwa świata                        | Doha           | maraton          | –           | DNF      |
| 2019 | Mistrzostwa świata w biegach przełajowych | Aarhus         | bieg seniorów    | 56. miejsce | 34:25    |
| 2021 | Igrzyska olimpijskie                      | Tokio          | maraton          | 38. miejsce | 2:17:44  |
| 2022 | Mistrzostwa świata                        | Eugene         | maraton          | 32. miejsce | 2:12:00  |
| 2023 | Mistrzostwa świata                        | Budapeszt      | maraton          | –           | DNF      |

## Rekordy życiowe
- Bieg na 5000 metrów – 13:17,98 (2016)
- Bieg na 10 000 metrów – 27:55,92 (2016)